# Apiogaster sanguinicollis
Apiogaster sanguinicollis är en skalbaggsart som beskrevs av Hintz 1919. Apiogaster sanguinicollis ingår i släktet Apiogaster och familjen långhorningar. Inga underarter finns listade i Catalogue of Life.